# Jan Kubikowski
Jan Jerzy Kubikowski (ur. 9 października 1927 w Horodence, zm. 11 listopada 1968) – polski astronom, doktor habilitowany, specjalizujący się w zakresie atmosfer gwiazdowych.

## Życiorys
Przed II wojną światową ukończył 6 klas szkoły powszechnej we Lwowie i Horodence.  W czasie wojny był pomocnikiem tokarza w Horodence. W 1946 roku ukończył liceum dla dorosłych w Podkowie Leśnej pod Warszawą, po czym przeniósł się z rodziną do Wrocławia, gdzie odbył studia astronomiczne (w latach 1946–1950) na tamtejszym uniwersytecie. Już w 1948 roku został zatrudniony na stanowisku zastępcy asystenta. W 1957 roku uzyskał stopień kandydata nauk (doktorat) na podstawie pracy „O ubytku masy w ewolucji gwiazd” pod kierunkiem Antoniego Opolskiego, a w 1964 roku habilitację na podstawie pracy „Linie absorpcyjne w niejednorodnej atmosferze”. Od 1965 roku był kierownikiem Katedry Astrofizyki Teoretycznej Instytutu Astronomicznego. Równocześnie rozpoczął pracę w Wyższej Szkole Pedagogicznej w Opolu.
Był członkiem Rady Redakcyjnej „Acta Astronomica”, działał w Zarządzie Polskiego Towarzystwa Astronomicznego, był członkiem Komitetu Astronomicznego Polskiej Akademii Nauk i Międzynarodowej Unii Astronomicznej. Współorganizował Szkołę Astrofizyczną w Limanowej i Szkołę Astrofizyki Relatywistycznej w Opolu.

## Zainteresowania naukowe
Po studiach zajmował się teorią fal uderzeniowych w atmosferach gwiazd, później niestabilnymi i niejednorodnymi atmosferami gwiazdowymi.
Był autorem 22 prac naukowych.